# ألفونس دس غاليغوس
ألفونس دس غاليغوس (بالإنجليزية: Alphonse Gallegos)‏ هو كاهن كاثوليكي أمريكي، ولد في 20 فبراير 1931 في ألباكركي في الولايات المتحدة، وتوفي في 6 أكتوبر 1991 في يوبا سيتي في الولايات المتحدة.